# Sistema de Museos de Castilla y León
El Sistema de Museos de Castilla y León es el conjunto organizado de museos, colecciones museográficas, organismos y servicios que se configura como instrumento para la ordenación, cooperación y coordinación de los museos y colecciones museográficas de la Comunidad de Castilla y León. El Sistema de Museos fue creado por la Ley de Museos de Castilla y León.

## Composición
- El Consejo de Museos de Castilla y León.
- Museos y colecciones museográficas dependientes de la Comunidad Autónoma.
- Museos y colecciones reconocidos que sean de interés para la Comunidad Autónoma y soliciten su integración.
- Museos cuya gestión o creación se desarrolle mediante conciertos o convenios de colaboración.
- El Centro de Arte Contemporáneo de Castilla y León, el Centro de Conservación y Restauración de Bienes Culturales de Castilla y León, y la Colección de Arte Contemporáneo de Castilla y León.
- Servicios administrativos encargados de la gestión y funciones en materia de museos que correspondan a la Comunidad Autónoma.

## Consejo de Museos de Castilla y León
Dispone el Sistema de Museos de un órgano asesor y consultivo sobre cuestiones museísticas. Formado por diez miembros, su nómina de vocales se nutre de asesores provenientes de la Administración de la Comunidad (Presidente, Vicepresidente y Secretario), y de asesores que representan a instituciones y sectores relacionados con la actividad museística en Castilla y León, como son el Cuerpo Facultativo de Conservadores de Museos, los museos y colecciones museográficas de la Iglesia, los de las órdenes religiosas, los de administraciones locales, los de otras instituciones o de titularidad privada, y las Universidades de Castilla y León.
La función fundamental del Consejo de Museos es la de dictaminar sobre el reconocimiento de museos y colecciones y su integración en el Sistema de Museos de Castilla y León, y ser oído sobre proyectos de creación de museos dependientes de la Administración de la Comunidad Autónoma, así como sobre el establecimiento de museos concertados.
Asimismo su misión consiste en elevar a la Consejería competente en materia de Cultura cualquier tipo de propuesta en relación con temas de su competencia, incluyendo el informar sobre las cuestiones que le someta la Administración en materia de política museística e impulsar el cumplimiento de las finalidades culturales propias de los centros museísticos. También le corresponde conocer sobre los proyectos de normas técnicas que, en materia de documentación, ordenación o conservación de fondos de los centros museísticos elabore la Administración de la Comunidad Autónoma.

## Museos y colecciones museográficas dependientes de la Comunidad Autónoma
Se consideran museos y colecciones museográficas dependientes de la Comunidad de Castilla y León aquellos de los que ésta sea titular o cuya gestión ejerza, directa o indirectamente, en virtud de cualquier título. Dentro de esta categorización entran:
- Museos de titularidad estatal (los museos provinciales, sus anexos y filiales), gestionados mediante convenios entre el Ministerio de Cultura y la Comunidad Autónoma de Castilla y León.
- Museos de titularidad y gestión de la Comunidad de Castilla y León.

1. Museo Etnográfico de Castilla y León (Zamora).
2. Museo de Arte Contemporáneo de Castilla y León -MUSAC- (León).
3. Museo de la Siderurgia y la Minería de Castilla y León (Sabero, León).
4. Museo de la Evolución Humana (Burgos).

## Museos y colecciones reconocidos que soliciten su integración
Los museos y colecciones reconocidos, de titularidad pública o privada, que sean de interés para la Comunidad Autónoma podrán integrarse en el Sistema si solicitan su integración y cumplen los requisitos necesarios. Su integración se hace efectiva al suscribir un convenio de carácter administrativo por el que se comprometen a asumir las obligaciones derivadas de la misma.
Se trata del método por el cual ingresa en el Sistema el mayor número de centros. El procedimiento se inicia mediante la presentación de la solicitud por parte del titular del museo o colección museográfica previamente reconocido, acompañada por la documentación complementaria en su caso. Tras el análisis e informe, realizado por parte de la Consejería de Cultura y Turismo, se remite el expediente al Consejo de Museos de Castilla y León para su dictamen. En caso de ser positivo la Dirección General de Promoción e Instituciones Culturales eleva propuesta de resolución a la Consejería de Cultura y Turismo, que resuelve la integración del centro museístico. Posteriormente se efectúa la publicación en el Boletín Oficial de Castilla y León.

## Museos cuya gestión o creación se desarrolle mediante conciertos o convenios de colaboración
La participación de la Comunidad Autónoma de Castilla y León en fondos, entidades o instrumentos de colaboración que incluyen en su objeto la creación de museos o colecciones museográficas en la Comunidad Autónoma, exige el compromiso formalmente adquirido por tales entidades de solicitar la adhesión al Sistema de Museos de Castilla y León. En la actualidad dentro de este caso solamente contamos con el ejemplo del Museo de los Fueros (Sepúlveda, Segovia), que fue creado a partir de un  Protocolo de colaboración entre la Consejería de Cultura y Turismo de la Junta de Castilla y León, el Excmo. Ayuntamiento de Sepúlveda (Segovia) y el Obispado de Segovia, para la creación del Museo de los Fueros.

## Centros y servicios en materia de museos
Dentro de la Consejería de Cultura y Turismo de la Junta de Castilla y León, la Dirección General de Promoción e Instituciones Culturales alberga entre sus unidades al Servicio de Museos que se ocupa de los programas de mantenimiento, planificación y gestión de edificios e instalaciones museísticas, de los programas de conservación y seguridad de bienes custodiados en los museos de dependientes, y de la coordinación y gestión del Sistema de Museos de la Comunidad, así como el asesoramiento técnico e inspección de los centros de dichos Sistemas.
A su labor se añaden las actuaciones y los medios propios del Centro de Arte Contemporáneo de Castilla y León, el Centro de Conservación y Restauración de Bienes Culturales de Castilla y León, y la Colección de Arte Contemporáneo de Castilla y León.

## Efectos de la integración
La integración de los centros en el Sistema de Museos supone una serie de efectos que se traducen en obligaciones y beneficios. De este modo, y precisados como deberes fundamentales, los museos adheridos se comprometen a:
- Permitir la inspección de sus instalaciones y funcionamiento por parte de la Administración de la Comunidad Autónoma.
- Garantizar la conservación de sus fondos y adecuar la instalación de los mismos, y el sistema de documentación a los criterios museológicos y modelos que determine la Consejería competente en materia de Cultura.
- Mantener sus fondos durante el tiempo de permanencia en el Sistema, salvo autorización expresa de la Consejería competente, y coordinar la política de adquisición de fondos con la de los restantes museos del Sistema.
- Mantener una dotación de personal suficiente y disponer de instalaciones complementarias adecuadas a la importancia del centro y de sus fondos.
- Organizar y colaborar con la Administración de la Comunidad Autónoma en la realización de actividades relacionadas con la difusión de sus contenidos.

Como contrapartida la Consejería competente en materia de Cultura puede conceder los siguientes beneficios:
- Ayudas económicas para actividades y gastos corrientes, inventario, catalogación y tratamientos de conservación o restauración de sus fondos, estudio e investigación de los mismos, edición de publicaciones y material didáctico en relación con ellos, y formación del personal técnico.
- Constitución de los depósitos de piezas que acuerde la Administración de la Comunidad Autónoma.
- Incorporación del Museo a los circuitos de exposiciones y otras actividades de carácter itinerante que organice la Administración de la Comunidad Autónoma.
- Preferencia para la publicación de guías y catálogos del Museo dentro de las series de la Junta de Castilla y León.
- Preferencia para la participación del personal del Museo en los cursillos especializados de formación que organice la Administración de la Comunidad Autónoma.
- Acceso preferente del Museo al tratamiento de restauración de piezas pertenecientes a sus colecciones por los servicios técnicos dependientes de la Administración de la Comunidad Autónoma de Castilla y León.